# ヴィーガー
ヴィーガー（Wieger）は、ドイツ民主共和国（東ドイツ）で開発された一連の自動火器である。ソビエト連邦で開発されたAK-74を原型とするが、西側諸国で一般的だった5.56x45mm NATO弾を使用した。標準的な突撃銃型のほか、軽機関銃型、狙撃銃型があった。
「ヴィーガー」は"Wiesa"と"Germany"を組み合わせた語で、製造を行ったヴィーザ機器・工具人民公社（VEB Geräte- und Werkzeugbau Wiesa, GWB）に由来する。

## 概要
エルツ山地・ヴィーザで製造された銃器には900番台の通し番号が与えられており、加えて910番台は7.62x39mm弾仕様、920番台は5.45x39mm弾仕様を意味した。ヴィーガー940は920シリーズ（ソ連製AK-74）に基づき独自設計された自動火器であり、主に海外輸出向け製品として扱うことが想定されていた。

### 構造
ヴィーガー940の設計は920シリーズに改良を加えたものであり、NATO仕様の5.56x45mm弾を採用していたほか、3点バースト射撃が可能となっていた。新型の樹脂製ハンドガード、消炎器、東ドイツ方式の銃床、透明な弾倉などが外見的な特徴である。5.56x45mm弾仕様の設計は、ドレスデン中央研究技術局人民公社（VEB ZFT Dresden）にて秘匿名称956号として実施されていた。ヴィーガー940には少なくとも5種類の派生型があり、いずれも940番台の通し番号が与えられていた。STG-941は木製または樹脂製の銃床と備える標準的な突撃銃モデルである。STG-942は金属製折畳銃床を備えたモデルである。これらの突撃銃モデルはともに415mm銃身を備えていた。STG-943は317mmの短銃身と金属製折畳銃床を備えたモデルである。LMG-944は軽機関銃モデルで、500mm長銃身と二脚を備えていた。PG-945は狙撃銃モデルで、長銃身、二脚、テレスコピックサイトを備えていた。なお、940は一連の自動火器システム自体を指す数字とされていたため、これが通し番号として与えられた銃器は存在しない。

## 歴史

### 背景
1981年、東ドイツはAK-74国産化に向けたライセンス契約に関してソ連邦側との交渉を開始した。当時、東側諸国ではAK-47とAKMのライセンス生産が盛んに行われており、これらの外国製モデルの流通はソ連邦製カラシニコフ銃の市場価格低下を招いていた。とりわけ、東ドイツは単独で全世界のカラシニコフ銃生産のうち3分の1近くを担っていたため、AK-74のライセンス契約にあたっては国産モデル（MPi-AK-74N）の輸出を禁ずる条項が加えられた。しかし、武器輸出は東ドイツにとって重要な外貨獲得の手段であり、この制限を回避して輸出を継続する方法を模索した末、国際的な需要が見込まれる西側製5.56x45mm弾仕様モデルの新規設計を決定したのである。

### 開発
一連の自動火器シリーズの開発および量産準備は、国際貿易省（Ministerium für Außenhandel, MAH）の部局である販売調整局（Kommerzielle Koordinierung, KoKo）の主導のもと1985年から行われた。当時のKoko局長はアレクサンダー・シャルク＝ゴロトコフスキMfS大佐だった。また、プロジェクトはKoKo第2局（Hauptabteilung II）の関連企業国際計測器輸出入社（Internationale Meßtechnik Import-Export-GmbH, IMES）に支援されていた。IMESは主に銃火器や軍需品の取引を担当していた企業であり、当時のMAH通商政策部長は同社社長を兼任していた。さらに、国家保安省（MfS, シュタージ）の武装・化学機材部門（Abteilung Bewaffnung und Chemische Dienste, BCD）もプロジェクトに関与していたという。
製造を請け負ったのはエルツ山地のヴィーザにあるヴィーザ機器・工具人民公社（VEB Geräte- und Werkzeugbau Wiesa, GWB）であった。同社は東ドイツにおける唯一の小火器最終組立工場であり、個々の部品製造を担ったズールの工場からほど近い位置にあった。

### 性能試験
1988年9月、ヴィーガー940シリーズの本格的な性能試験がブランデンブルクの第2ロケット技術基地（Raketentechnische Basis 2）にて開始された。試験チームは国家人民軍所属の中尉1名、下士官3名の4名から構成されていた。試験のために4丁のSTG-941、3丁のSTG-942、3丁のSTG-943が使用され、3日間のうちに2,000発程度の発砲が行われた。この中で高い信頼性とAK-74に匹敵する射撃精度が認められたほか、銃身の摩耗もほとんど見られなかったという。報告書の中では従来通りの戦術的運用を想定した際、汚れに対する強さや高い精度、また使用方法が従来の突撃銃と大きく変わらない点などが好意的に評価されていた。一方で公差が小さく部品が密に組み立てられていたために清掃が行いづらく、分解時にはペンチで引きぬかねばならない箇所があったという。

### その後
ヴィーガーの初年度調達数は100,000丁を予定し、以後は年間200,000丁が目標調達数と定められた。
本格的な生産は1991年から行われる予定で、年間輸出額は480,000東独マルクと想定されていた。売り込みも積極的に行われ、1988年秋には12ヶ国がヴィーガーの購入を決定した。先行生産分の6,000丁はペルーやインドなど、購入を検討していた国へと試験目的で輸出された。最終的にペルーにはSTG942を2,000丁、インドにはSTG941を7,500丁輸出したと言われている。
しかし、ベルリンの壁崩壊や民主化機運の高まりなど、情勢の変化はKoKoの予想を大きく裏切った。1990年6月にはズールの部品工場が閉鎖され、1990年8月にはヴィーガーの製造が中止された。そして、同年10月にはドイツ再統一を迎え、東ドイツは崩壊することとなる。
東ドイツ政府の法的な後継者とされたドイツ連邦共和国（旧西ドイツ、統一ドイツ）政府は、それまでに結ばれていたウィーガーの契約をすべてキャンセルした上で違約金を支払った。そして統一ドイツでは既にヘッケラー&コッホ社製の5.56mm小銃が普及し、輸出も盛んに行われていたため、ヴィーガーは必要とされなかった。1992年にはドイツ国内に最後まで残されていたウィーガー6,000丁が廃棄された。弾倉などの余剰部品は連邦政府によって売却され、民生銃器市場などに流通することとなった。
STG-941および942はおよそ10,000丁が製造された。STG-943は1989年に国家人民軍での試験を目的に4丁のみが製造された。また、スチール製薬莢を備えた5.56x45mmも1989年から1990年までケーニヒスヴァルタの機械工作人民公社（VEB Mechanische Werkstätten）にて生産されていた。
アメリカのインター・オードナンス社（Inter Ordnance, Inc）では、後にStG941をコピーしたSTG-2000-Cシリーズを製造した。

## バリエーション
|          | STG-941 突撃銃                 | STG-942 カービン               | STG-943 短縮モデル             | LMG-944 軽機関銃               | PG-945 狙撃銃                  |
| -------- | ------------------------------ | ------------------------------ | ------------------------------ | ------------------------------ | ------------------------------ |
| 画像     |                                |                                |                                |                                |                                |
| 製造元   | ヴィーザ機器・工具人民公社     | ヴィーザ機器・工具人民公社     | ヴィーザ機器・工具人民公社     | ヴィーザ機器・工具人民公社     | ヴィーザ機器・工具人民公社     |
| 作動方式 | ガス圧作動・ロータリーボルト式 | ガス圧作動・ロータリーボルト式 | ガス圧作動・ロータリーボルト式 | ガス圧作動・ロータリーボルト式 | ガス圧作動・ロータリーボルト式 |
| 口径     | 5.56x45mm NATO弾               | 5.56x45mm NATO弾               | 5.56x45mm NATO弾               | 5.56x45mm NATO弾               | 5.56x45mm NATO弾               |
| 全長     | 920 mm                         | 915 mm                         | ???（折畳銃床付き）            | 959 mm                         | 950 mm                         |
| 銃身長   | 415 mm                         | 415 mm                         | 317 mm                         | 500 mm                         | 500 mm                         |
| 給弾     | 箱型弾倉                       | 箱型弾倉                       | 箱型弾倉                       | 箱型弾倉                       | 箱型弾倉                       |
| 弾倉容量 | 30発                           | 30発                           | 30発                           | 30発                           | 30発                           |
| 発射速度 | 600発/分                       | 600発/分                       | 600発/分                       | 600発/分                       | セミオートのみ                 |